# 6e division d'infanterie (Corée du Nord)
Pour les articles homonymes, voir 6e division.
La 6e division d'infanterie de Corée du Nord est une division de l'armée populaire de Corée créé en octobre 1949. Elle participa à la Guerre de Corée.